# Овидију
Овидију (рум. Ovidiu, тур. Kanara) је варош у округу Констанца у југоисточном делу Румуније, у историјској покрајини Добруџа. Према последњем попису из 2021. године имао је 13.968 становника.

## Географија
Овидију је смештен у средишњем делу Добруџе. Од најближег већег града, Констанце (чије је предграђе), град је удаљен 15 километара северно, а од главног града Букурешта, 220 километара источно.
Град на налази на северној вези канала Чернавода-Негру Вода са Црним морем, на обали приобалног језера Сијутгиол.
Простире се на површини од 83,98 km².

## Становништво
| 1992.  | 2002.  | 2011.  | 2021.  |
| ------ | ------ | ------ | ------ |
| 12.591 | 13.458 | 13.847 | 13.968 |

Варош Овидију је на попису 2021. године имала 13.968 становника, за 121 више (+0,87%) од претходног пописа 2011. године када је било 13.847 становника.
Већину становништва чине Румуни (72,07%), а од мањина се издвајају Татари (2,14%), Роми (1,25%) и Турци (1,15%).
| Етнички састав према попису из 2021.‍ | Етнички састав према попису из 2021.‍ | Етнички састав према попису из 2021.‍ | Етнички састав према попису из 2021.‍ | Етнички састав према попису из 2021.‍ |
| ------------------------------------ | ------------------------------------ | ------------------------------------ | ------------------------------------ | ------------------------------------ |
|                                      |                                      |                                      |                                      |                                      |
| Румуни                               | Румуни                               |                                      | 10.067                               | 72,07%                               |
| Татари                               | Татари                               |                                      | 299                                  | 2,14%                                |
| Роми                                 | Роми                                 |                                      | 175                                  | 1,25%                                |
| Турци                                | Турци                                |                                      | 161                                  | 1,15%                                |
| Липовани                             | Липовани                             |                                      | 10                                   | 0,07%                                |
| Мађари                               | Мађари                               |                                      | 7                                    | 0,05%                                |
| Бугари                               | Бугари                               |                                      | 4                                    | 0,03%                                |
| Јермени                              | Јермени                              |                                      | 4                                    | 0,03%                                |
| Украјинци                            | Украјинци                            |                                      | 3                                    | 0,02%                                |
| Остали                               | Остали                               |                                      | 10                                   | 0,07%                                |
| Непознато                            | Непознато                            |                                      | 3.228                                | 23,11%                               |

### Насеља
Варош Овидију чине три насеља.
| Насеље        | Румунски назив | Бр. ст. (2011) | Бр. ст. (2021) |
| ------------- | -------------- | -------------- | -------------- |
| Кулмеа        |                | 1.059          | 1.198          |
| Овидију       |                | 11.892         | 11.728         |
| Појана        |                | 896            | 1.042          |
| Варош Овидију |                | 13.847         | 13.968         |